# Episodi di Close to Home - Giustizia ad ogni costo (seconda stagione)
La seconda e ultima stagione della serie televisiva Close to Home - Giustizia ad ogni costo, composta da 22 episodi, è stata trasmessa in prima visione assoluta negli Stati Uniti d'America sul canale CBS dal 22 settembre 2006 all'11 maggio 2007.
In Italia viene trasmessa su Rai 2 dal 24 giugno al 3 settembre 2008.
| nº | Titolo originale               | Titolo italiano        | Prima TV USA      | Prima TV Italia  |
| -- | ------------------------------ | ---------------------- | ----------------- | ---------------- |
| 1  | Community                      | Una famiglia distrutta | 22 settembre 2006 | 24 giugno 2008   |
| 2  | A House Divided                | Lucida follia          | 29 settembre 2006 | 24 giugno 2008   |
| 3  | Truly, Madly, Deeply           | Oltre ogni limite      | 6 ottobre 2006    | 1º luglio 2008   |
| 4  | Deacon                         | Il professore          | 13 ottobre 2006   | 1º luglio 2008   |
| 5  | Legacy                         | Indagine segreta       | 20 ottobre 2006   | 8 luglio 2008    |
| 6  | Homecoming                     | La rissa               | 27 ottobre 2006   | 8 luglio 2008    |
| 7  | Silent Auction                 | La mia migliore amica  | 3 novembre 2006   | 15 luglio 2008   |
| 8  | There's Something About Martha | La moglie del pastore  | 10 novembre 2006  | 15 luglio 2008   |
| 9  | Shoot to Kill                  | L'umiliazione          | 17 novembre 2006  | 25 luglio 2008   |
| 10 | A Father's Story               | Un padre disperato     | 24 novembre 2006  | 25 luglio 2008   |
| 11 | Prodigal Son                   | Il figliol prodigo     | 15 dicembre 2006  | 30 luglio 2008   |
| 12 | Road Rage                      | Lite stradale          | 5 gennaio 2007    | 30 luglio 2008   |
| 13 | Getting In                     | Un antico rancore      | 12 gennaio 2007   | 6 agosto 2008    |
| 14 | Hoosier Hold 'Em               | La febbre del gioco    | 9 febbraio 2007   | 6 agosto 2008    |
| 15 | Barren                         | L'affidamento          | 16 febbraio 2007  | 13 agosto 2008   |
| 16 | Internet Bride                 | La sposa russa         | 23 febbraio 2007  | 13 agosto 2008   |
| 17 | Protégé                        | Un amico di famiglia   | 9 marzo 2007      | 20 agosto 2008   |
| 18 | Making Amends                  | Fare ammenda           | 30 marzo 2007     | 20 agosto 2008   |
| 19 | Maternal Instinct              | Amore materno          | 6 aprile 2007     | 27 agosto 2008   |
| 20 | Drink the Cup                  | Bere il calice         | 27 aprile 2007    | 27 agosto 2008   |
| 21 | Fall from Grace                | Il delitto del lago    | 4 maggio 2007     | 3 settembre 2008 |
| 22 | Eminent Domain                 | Quadruplo omicidio     | 11 maggio 2007    | 3 settembre 2008 |